# ペンタペンタコンタン
| ペンタペンタコンタン | ペンタペンタコンタン |
| -------------------- | -------------------- |
| CH3(CH2)53CH3        |                      |
| IUPAC名              | ペンタペンタコンタン |
| 分子式               | C55H112              |
| 分子量               | 773.4778             |
| CAS登録番号          | 5846-40-2            |
| 密度と相             | 0.826 (g/cm3) g/cm3, |
| 沸点                 | 600.601 ℃ °C         |

ペンタペンタコンタン (Pentapentacontane) とは、直鎖状のアルカンの1種。炭素原子が55個、分岐することなく一列に連なっている。分子式はC55H112。分子量は773.4778。密度は0.826 (g/cm3)。沸点は760mmHgにおいて600.601 (℃)。引火点は556.171 (℃)。屈折率は1.461。